# رامي لافي
رامي لافي (بالعبرية: רמי לוי‏) هو مدرب كرة قدم ولاعب كرة قدم إسرائيلي، ولد في 9 مارس 1958 في إسرائيل. لعب مع نادي بني يهودا تل أبيب.

## وصلات خارجية
- رامي لافي على موقع قاعدة بيانات كرة القدم.إي يو (الإنجليزية)